# Simulium chilianum
Simulium chilianum es una especie de insecto del género Simulium, familia Simuliidae, orden Diptera.
Fue descrita científicamente por Rondani, 1863.